# مهر أباد (نائين)
مهر أباد هي قرية في مقاطعة نائين، إيران. عدد سكان هذه القرية هو 21 في سنة 2006.